# 南海十三郎 (電視劇)
《南海十三郎》（英語：The Mad Phoenix），香港亞洲電視製作的劇集，全劇共20集，監製鄭偉文、冼志偉。
本劇是以1930年代著名粵劇編劇家、藝名「南海十三郎」的江譽鏐廣為流傳的生平事跡為藍本創作的一部電視劇。

## 劇情簡介
江譽鏐十七歲即考進香港大學法律系，成績斐然。江譽鏐因緣際遇下，認識了一名叫莉莉的女子。他不惜放棄學業，遠赴上海，向心儀的莉莉展開追求，更跳下黃浦江，以示對莉莉之情深。婚禮前夕，江譽鏐以為二人終可開花結果，但莉莉之未婚夫宋子豪尋訪，加上江譽鏐、莉莉兩人性格不合，莉莉毅然放棄江譽鏐，重投宋子豪懷抱。江譽鏐為此大受打擊，悵然回鄉。回鄉後江譽鏐認識大老倌薛覺先，受其推薦進入梨園，令江譽鏐成為炙手可熱的劇作家，並收唐滌生為徒，二人惺惺相惜，亦師亦友。

## 收視率
1999年11月24日蘋果日報報導林韋辰昨日接受新城電台《開心三人組》訪問，他誤以為《南》劇有兩位數字收視點，誰料該劇其實僅得七點。林韋辰說：「該劇本來有二十六集，但其後被刪剪至二十集，而我部分演員白白冇十二個騷錢！」

## 演員表
- 林韋辰 飾 江譽鏐
- 陳啟泰 飾 唐滌生
- 童愛玲 飾 利莉莉
- 杜汶澤 飾 陳　水
- 田蕊妮 飾 文小靜
- 王　薇 飾 梅　仙
- 董　驃 飾 江孔殷
- 謝雪心 飾 三　媽
- 鮑起靜 飾 周金喜
- 萬斯敏 飾 江畹徵
- 梁漢威 飾 薛覺先
- 黃樹棠 飾 馬師曾
- 煒　烈 飾 新靚就
- 蘇　昶 飾 陳錦棠
- 鄭恕峰 飾 林福來
- 周兆麟 飾 亞　祥
- 嘉　俊 飾 亞　慶
- 梁錦燊 飾 文　計
- 饒祉焄 飾 十　媽
- 黃允財 飾 千里駒
- 譚少英 飾 高　太
- 陳麗雲 飾 華　嬸
- 陳保元 飾 曾文彬
- 林祖輝 飾 宋子豪